# CafeOBJ

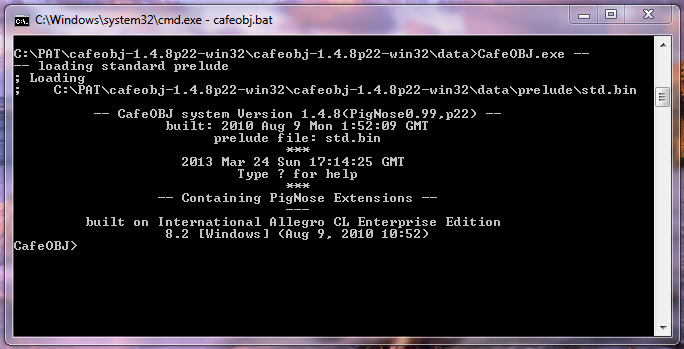
CafeOBJ system Version 1.4.8 в командному рядку

CafeOBJ — одна з мов OBJ-родини  декларативних мов програмування ультра високого рівня. Є найбільш передовою мовою формальної специфікації, яка успадкувала багато додаткових можливостей (наприклад, гнучке мікс-виправлення синтаксису, потужна і зрозуміла система введення і так далі) від OBJ алгебраїчної мови специфікації.
CafeOBJ це мова для написання формальних (наприклад, математичних) специфікацій моделей для широкого різноманіття програмного забезпечення і систем, і верифікації їх властивостей. CafeOBJ реалізується логікою загальної алгебри (англ. equational logic), шляхом переписування і може бути використана як потужна інтерактивна система доведення теорем. Сувора логічна семантика, що базується на інструкціях. 
Іншими важливими мовами з OBJ-родини є Eqlog, FOOPS, Kumo, Maude і OBJ3.
Може бути завантажена тут [Архівовано 17 жовтня 2012 у Wayback Machine.].